# Kirch (cráter)

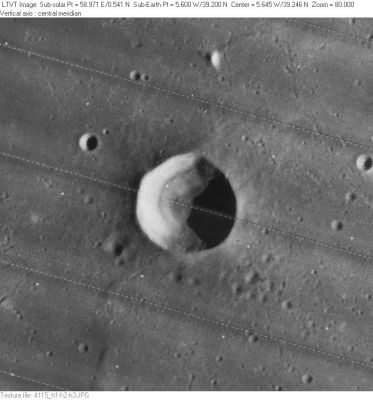
Fotografía de la misión Lunar Orbiter 4

Kirch es un pequeño cráter de impacto lunar situado en la parte oriental del Mare Imbrium, un gran mar lunar del noroeste del lunar. SE trata de una formación relativamente solitaria, con el cráter comparable más cercano que es Piazzi Smyth al noreste. 
|  |

Elementos notables en la vecindad son los Montes Spitzbergen al sur y el pico solitario Mons Piton al este-noreste. Kirch es circular y con forma de cuenco, con un interior oscuro que tiene el mismo albedo que el terreno del entorno.

## Cráteres satélite
Por convención estos elementos son identificados en los mapas lunares poniendo la letra en el lado del punto medio del cráter que está más cercano a Kirch.
|       | \| Kirch \| Coordenadas \| Diámetro \| \| ----- \| --------------------------- \| -------- \| \| E \| 36°30′N 6°54′O / 36.5, -6.9 \| 3 km \| \| F \| 38°00′N 6°00′O / 38.0, -6.0 \| 4 km \| \| G \| 37°24′N 8°06′O / 37.4, -8.1 \| 3 km \| \| H \| 39°00′N 7°00′O / 39.0, -7.0 \| 3 km \| \| K \| 39°12′N 4°00′O / 39.2, -4.0 \| 3 km \| \| M \| 39°30′N 9°54′O / 39.5, -9.9 \| 3 km \| |          |
| Kirch | Coordenadas | Diámetro |
| E     | 36°30′N 6°54′O / 36.5, -6.9 | 3 km     |
| F     | 38°00′N 6°00′O / 38.0, -6.0 | 4 km     |
| G     | 37°24′N 8°06′O / 37.4, -8.1 | 3 km     |
| H     | 39°00′N 7°00′O / 39.0, -7.0 | 3 km     |
| K     | 39°12′N 4°00′O / 39.2, -4.0 | 3 km     |
| M     | 39°30′N 9°54′O / 39.5, -9.9 | 3 km     |